# Ceanothus herbaceus
Céanothe à feuilles étroites
Espèce
Ceanothus herbaceus, le Céanothe à feuilles étroites, est une espèce de plantes à fleurs dicotylédones de la famille des Rhamnaceae, indigène d'Amérique du Nord.

## Taxinomie

### Synonymes
Selon The Plant List (10 avril 2020) :
- Ceanothus americanus var. herbaceus (Raf.) Torr. & A. Gray
- Ceanothus baumannianus Spach
- Ceanothus fontanesianus Spach
- Ceanothus glandulosus Raf.
- Ceanothus grandiflorus Dippel
- Ceanothus herbaceus var. pubescens (Torr. & A.Gray ex S.Watson) Shinners
- Ceanothus intermedius Hook.
- Ceanothus ovalis Bigelow
- Ceanothus ovatus Desf.
- Ceanothus ovatus Lindl.
- Ceanothus ovatus var. pubescens Torr. & A.Gray ex S. Watson
- Ceanothus ovatus f. pubescens (S.Watson) Soper
- Ceanothus pubescens (Torr. & A.Gray ex S.Watson) Rydb. [Illegitimate]
- Pomaderris ovata Nois. ex Steud.

## Description

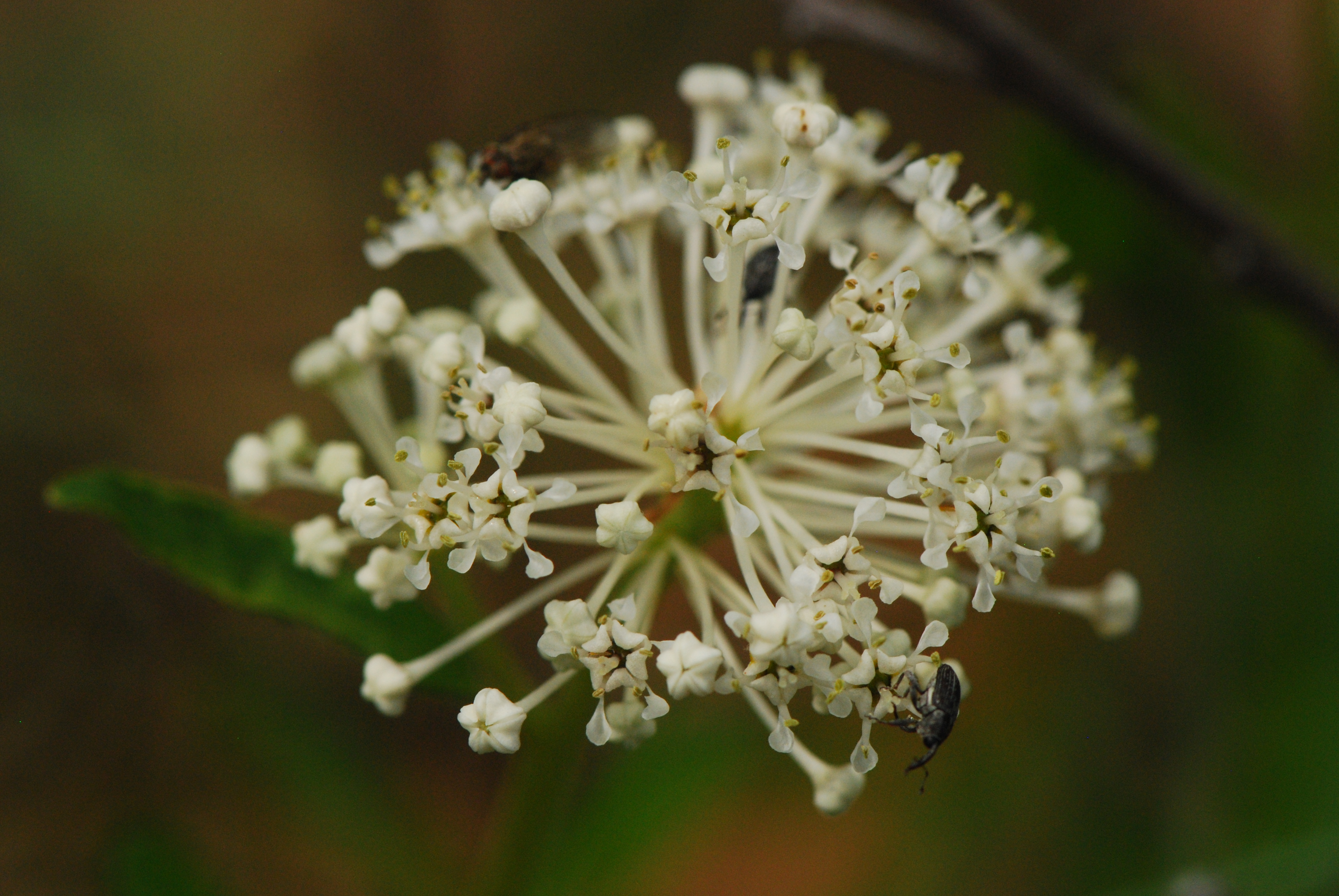
Fleurs de Céanothe à feuilles étroites.

Le Céanothe à feuilles étroites est un arbrisseau au tiges ramifiées qui atteint 30 à 100 cm de hauteur. Ses feuilles elliptiques sont alternes. Les fleurs blanches forment des ombelles. Les fruits sont des capsules déhiscentes. 

## Écologie

### Habitat et répartition
Le Céanothe à feuilles étroites croit dans les milieux secs et ouverts comme les alvars, les berges et les clairières.
Son aire de répartition inclut le sud du Québec, de l'Ontario et du Manitoba, au Canada, ainsi que les états américains suivants: Indiana, Maine, Michigan, New York, Ohio, Vermont, Virginie-Occidentale, Illinois, Iowa, Kansas, Minnesota, Missouri, Nebraska, Oklahoma, Dakota du sud, Wisconsin, Montana, Wyoming, Arkansas, Kentucky, Maryland, District de Columbia, Texas.

### Espèces associées
Le Céanothe à feuilles étroites est la plante hôte de différente espèces de papillons. La chenille de l'Hespérie tachetée (Erynnis martialis) se nourrit de ses feuilles.

## Statut de conservation
Le Céanothe à feuilles étroites est susceptible d'être désigné protégé au Québec, où il est confiné au bassin versant de la vallée de la rivière des Outaouais.